# Castillo de Granadilla
El castillo de Granadilla es una edificación defensiva cuyos orígenes se remontan al siglo XIII. Se encuentra en la localidad de  Granadilla, un despoblado perteneciente al municipio español de Zarza de Granadilla, antiguo señorío de Granada, que era una antigua villa amurallada de origen feudal en el noroeste de la provincia de Cáceres, España. El pueblo de Granadilla cacereño se llamó Granada durante la Edad Media hasta que la conquista del Reino de Granada por los Reyes Católicos Isabel y Fernando en 1492. A partir de entonces le pusieron el nombre de Granadilla para evitar confusiones.
Desde 1960, cuando fue ocupada por el Estado, pasó a pertenecer al municipio de Zarza de Granadilla. Anteriormente fue un importante pueblo, capital de la comarca conocida como Tierras de Granadilla y cabeza de partido judicial. Fue desalojada a mediados del siglo XX, al transformarse en zona inundable debido a la construcción del embalse de Gabriel y Galán. A día de hoy permanece bajo esa catalogación de forma oficial, a pesar de que en ningún momento ni el pueblo ni el castillo ha llegado a estar inundado, ni siquiera con el embalse lleno. En 1980 la villa fue declarada Conjunto histórico-artístico y, cuatro años después, en 1984, elegida para su inclusión en el Programa de Recuperación de Pueblos Abandonados. A este pueblo solo se puede acceder por la bacheada carretera que parte de Zarza de Granadilla y que penetra en el pueblo a través de la puerta de la muralla.

## Historia inicial

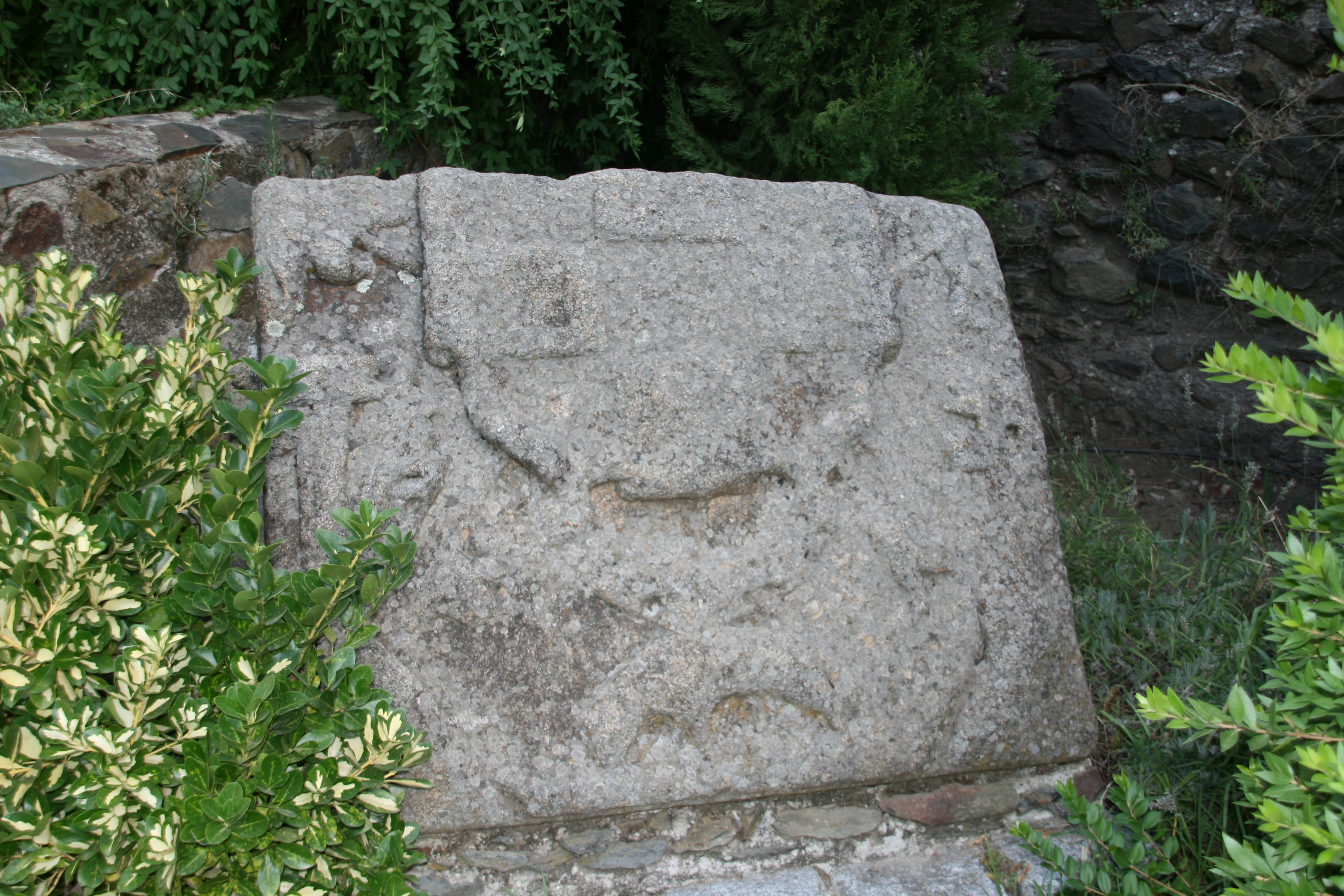
Escudo, deteriorado, de la Casa de Alba en el castillo

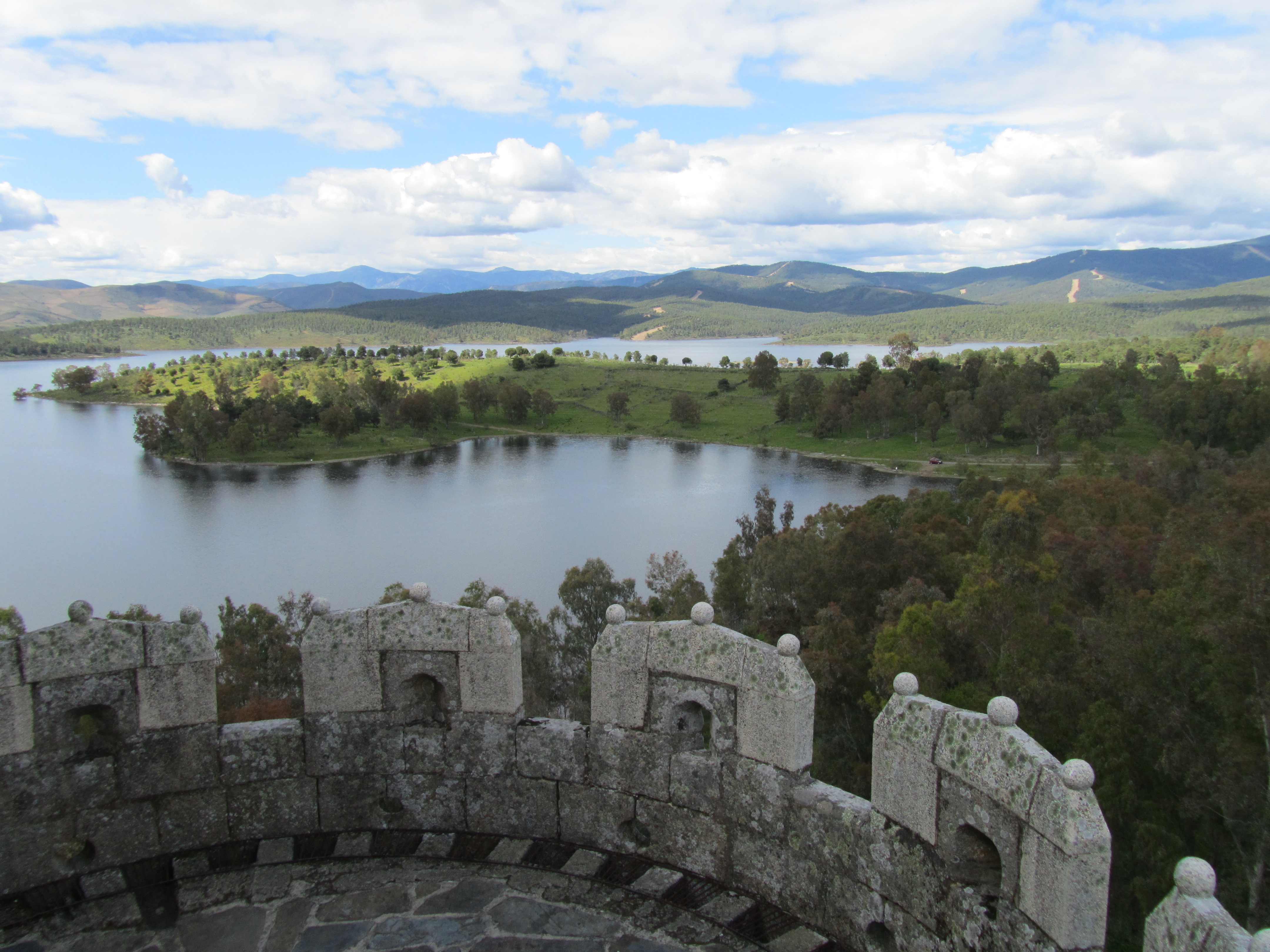
Embalse de Gabriel y Galán desde la torre del castillo.

Al parecer, el sitio fue fundado por los musulmanes en el siglo IX como baluarte estratégico de la zona, ya que se sitúa en una colina de pizarra que domina un extenso terreno y es un paso obligado por la Vía de la Plata. En su parte más vulnerable (el noroeste), los almohades levantaron la alcazaba, que más tarde sería castillo cristiano. En el año 1160 el pueblo fue conquistado por  Fernando II. Una vez bajo dominio cristiano la villa se amuralla entera —anteriormente solo lo estaba una parte— y se construyó el castillo citado, que no fue el definitivo tal y como se ve en la actualidad. Después de tener varios dueños, la villa pasó a ser de la  Casa de Alba, siendo el primer duque de la casa don  García Álvarez de Toledo el cual levantó el actual castillo entre los años 1473 y 1478 y ostentó su posesión hasta el año 1830.

### La muralla
La primera construcción defensiva , no solo del castillo sino de todo el pueblo, es la muralla. Tiene perímetro de forma aproximada a la circular que hace de envolvente del recinto. Es de origen almohade y su construcción data, según los autores, de finales del siglo XII o del siglo IX. La deducción de que puede ser de finales del siglo IX es que no tienen los dispositivos defensivos que ya conocían los almohades en el siglo XI y  XII como son las torres adosadas ni las  torres albarranas y sin las características puertas de recodo, sumamente eficaces en una incursión desde el exterior, por lo que debe ser anterior a dicha época.
Los materiales de la muralla son variados como la mampostería, el canto rodado y con zonas donde se ha encofrado y metiendo dentro de él una argamasa formada por tierra, grava y cal como elemento fraguante. Las partes de la muralla contiguas a las tres puertas del recinto están más trabajadas pues son de sillares de buen tamaño y bien trabajados.

### El castillo

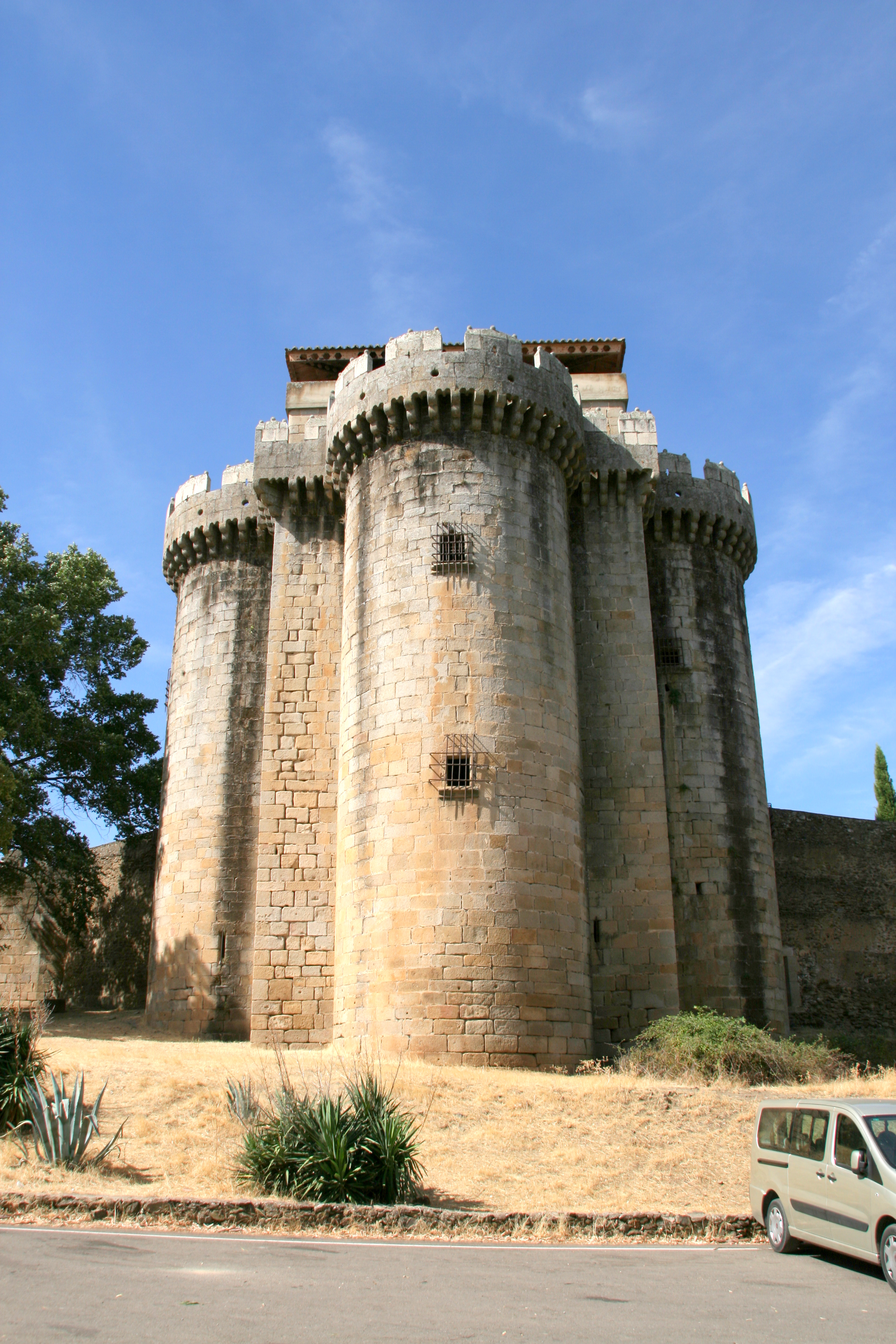
Castillo de Granadilla.

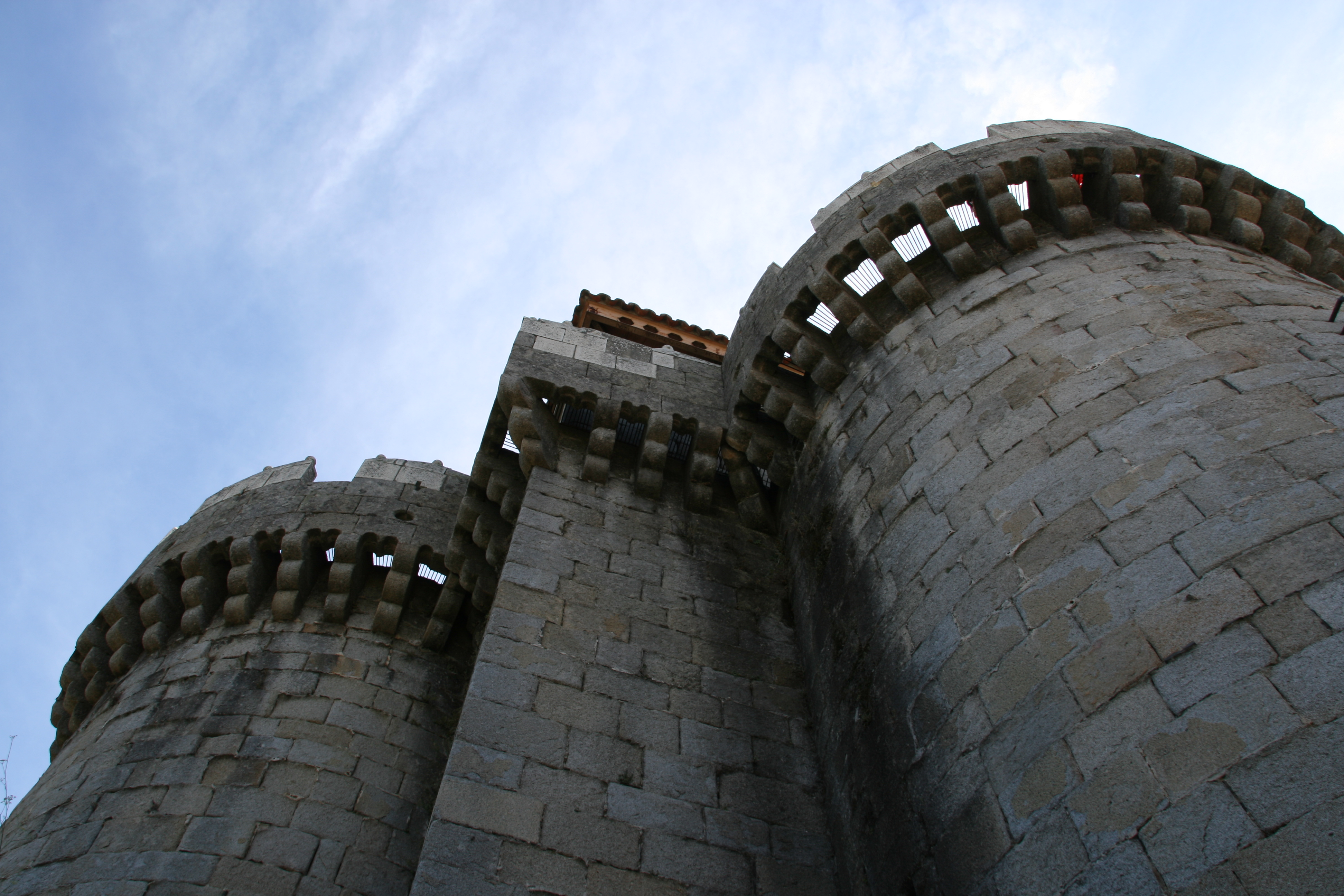
Castillo de Granadilla con detalle de almenas o merlones y troneras.

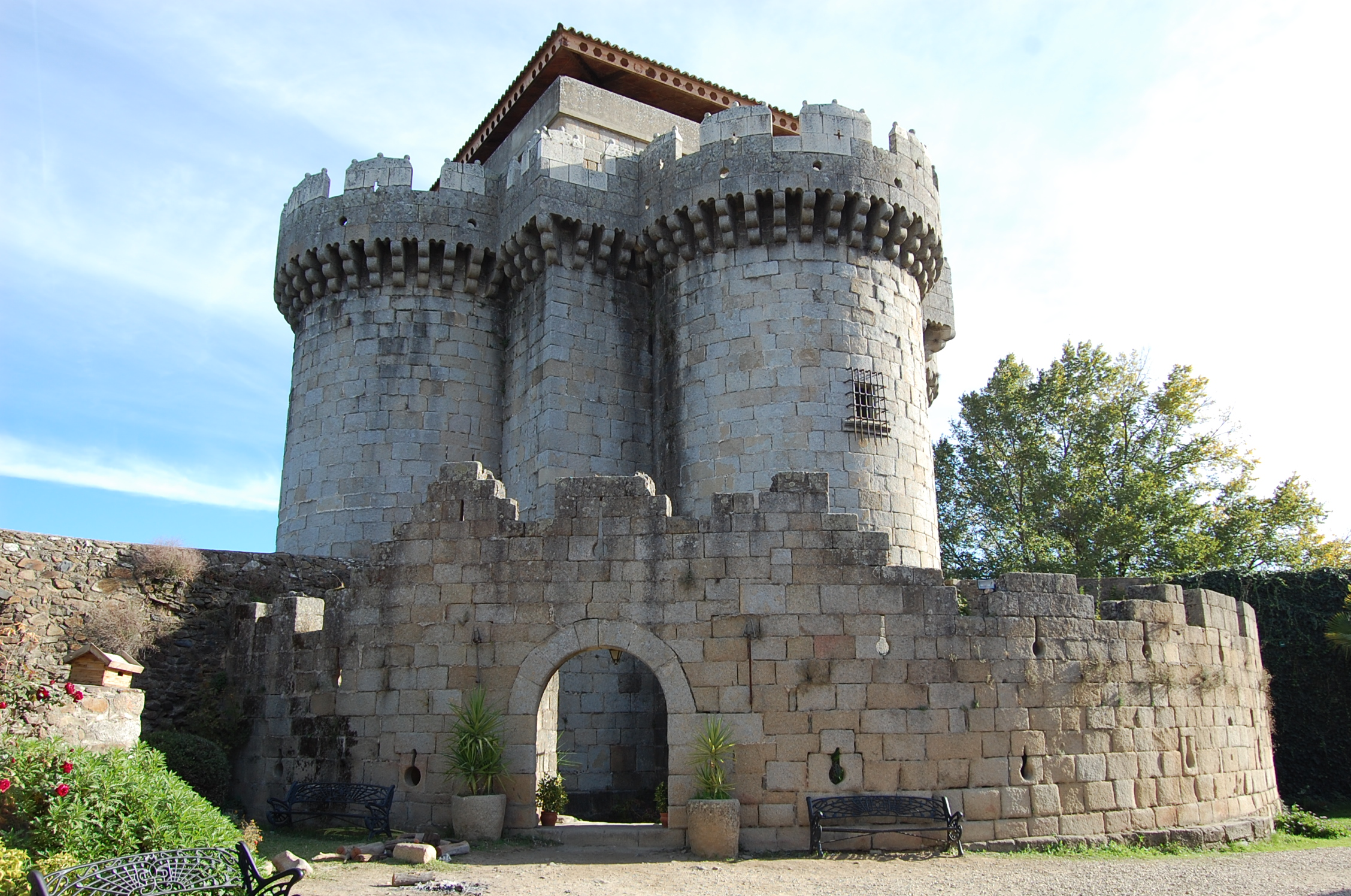
Castillo de Granadilla desde el interior de la villa y Torre caballera en parte superior.

A mediados del siglo XV la «Casa de Alba» pasó a ser la dueña de la villa de Granadilla. El primer Duque de Alba, don García Álvarez de Toledo, tomó la iniciativa de construir el castillo hacia los años setenta de este siglo, junto a la muralla, con una parte fuera de ella y, posiblemente, sobre los cimientos de alguna fortificación musulmana. A través del historiador Cooper se sabe que el  cantero Juan Salado intervino en la construcción del castillo y que recibió por ello varios pagos entre 1473 y 1478.
Llama la atención su esbeltez, la perfecta simetría de formas y la fábrica de sillería tan cuidada con la que se construyó. Tiene forma  prismática de sección  cuadrangulár a la que se le añade en cada uno de sus lados un donjon  semicilíndrico a modo de torre adosada. De esta forma resulta que su planta es «polilobulada», es decir, tiene cuatro lóbulos de los cuatro donjones y cuatro salientes en esquina de su planta cuadrangular. Tiene una barbacana en la parte interior del castillo, cosa que ha extrañado a historiadores y estrategas militares, ya que donde hacía más falta la barbacana para una mejor defensa era en el exterior, como ocurre en el Castillo de Coria, también en Cáceres. Todo el perímetro superior está recorrido por un almenaje con  merlones apuntados rematados por pequeñas bolas y con troneras en el antepecho. Todo lo anterior está estructuralmente soportado por ménsulas o voladizos que están unidas por dinteles que llevan labrados dos pequeños arcos formando una figura bilobulada entre dos ménsulas consecutivas. El constructor le ha añadido a la estructura defensiva una nota plástica poco frecuente en estos casos. En el interior, las distintas estancias están cubiertas por  bóvedas de cañón. En el centro del castillo se levanta un cuerpo retranquedo a modo de «torre caballera». Los artífices de la obra fueron De Troya, Juan Carrera y Tomás Bretón.